# تو تنها نیستی (فیلم)
تو تنها نیستی (دانمارکی: Du er ikke alene) فیلمی دانمارکی در سبک رمانتیک است که در سال ۱۹۷۸ منتشر شد.